# ملعب الأمير علي
ملعب الأمير علي ملعب كرة قدم يقع في مجمع الأمير علي في مدينة المفرق شمال الأردن ، يقام علية عدد من مباريات دوري الدرجة الأولى ، يتسع الملعب لنحو 3,500 متفرج، الملعب منجل بالعشب الطبيعي ، ويدار من خلال المجلس الأعلى للشباب ، وتم مؤخراً إجراء عدد من التحديثات عليه.حيث يلعب عليه اللن نادي منشية بني حسن في الدوري الأردني للمحترفين الممتاز